# Patapoklosi
Patapoklosi là một thị trấn thuộc hạt Baranya, Hungary. Thị trấn này có diện tích 12,65 km², dân số năm 2010 là 346 người, mật độ 27 người/km².